# NScripter
NScripter é uma engine específica para jogos visual novel, escrito por Naoki Takahashi. Devido à sua interface simples e sua licença liberal (embora não seja um software de código aberto, o uso comercial sem royalties é permitido), tornou-se rapidamente popular no Japão, e foi usado para uma série de títulos de alto perfil comercial, bem como dōjins, tais como Higurashi no Naku Koro Ni e Tsukihime.
O 'NScripter' original é de código fechado e está disponível apenas para o Windows. Um grande número de plataformas usando da linguagem base da engine foram criadas, sendo a mais conhecida a ONScripter, que é um software de livre licença. Sua popularidade entre a comunidade de localização de visual novels é atribuída à facilidade de modificar o mecanismo de suporte de idiomas que não sejam o japonês. A plataforma se esforça para manter a compatibilidade com romances visuais projetados para o NScripter.

## Desenvolvimento
O desenvolvimento do NScripter durou de 1999 a 2018; foi chamado pela primeira vez pelo seu título provisório Scripter4 porque era o sucessor do Scripter3, o motor anterior de Naoki Takahashi. A versão final do NScripter foi lançada em 23 de fevereiro de 2018.

## Características
O script é executado pelo mecanismo em um interpretador. A sintaxe é muito simples, semelhante à da linguagem BASIC. As funções necessárias para criar visual novels e "sound novels", como exibição de texto, sprite e CG, reprodução de música e processamento de escolha, são incorporadas ao mecanismo como APIs principais. Portanto, a criação de um jogo é simplificada pela possibilidade de escrever um script que chame diretamente essas funções.
Para atender a necessidades específicas, é possível usar um método chamado "customização do sistema" que modifica o comportamento do próprio mecanismo para adicionar recursos como sistema de backup, efeitos complexos não fornecidos na API principal ou gerenciamento de vídeo. Para isso, é possível utilizar DLLs externas. Essas funções podem ser usadas para criar jogos de simulação, etc.
Por outro lado, antes da versão 2.92, os elementos orientados a objetos não eram incorporados ao software e o NScripter não suportava paralelismo. A instrução defsub foi usada para tentar fazer programação estruturada no NScripter. No geral, a NScripter é especializada no desenvolvimento de romances visuais e romances sonoros, a criação desses tipos de jogos é simplificada.
Na versão 2.82, o NScripter foi equipado com suporte para caracteres de 1 byte — o que possibilita escrever especialmente com o alfabeto latino básico e o alfabeto inglês para falantes de inglês.

### Popularidade
Este motor foi muito popular no Japão nas décadas de 1990 e 2000 devido à sua simplicidade e acesso gratuito para criadores de videogames amadores.